# Шираз
Шира́з (перс. شیراز‎ МФА: [ʃiːˈrɒːz]о файле) — город на юге Ирана, административный центр провинции Фарс, шестой по численности населения: в 2016 году в городе проживало 1 869 001 человек. Муниципалитет Шираз разделен на 11 независимых городских территорий и занимает общую площадь 240 км².
Шираз расположен в центральной части провинции Фарс, на высоте 1486 метров над уровнем моря, в долине небольшой реки Хошк в горном районе Загрос, и имеет умеренный климат. Этот город находится с западной стороны от горы Дерак, с северной стороны до гор Баму, Сабзпушан, Чехель Магам и Бабакухи́.
Первое упоминание о городе Тиразисе относится к началу 2 тысячелетия до н. э.. Имя «Шираз» появляется в исторических книгах и документах под разными названиями, такими как: «Торасиз», «Чирадж» и «Ширазе». Первоначальное расположение этого города находилось на месте замка Абу Наср. Шираз был перенесен на своё нынешнее место во время правления Омейядов и процветал за счёт разрушения Истахара, старой столицы Фарса. Этот город был столицей Ирана во времена Сабкари, Сафари, Аль-Бойе и Зандии. Столица Персии в 1766 — 1791 годах при Зендах.
В 60 км от Шираза находятся развалины древней столицы первой Персидской империи Ахеменидов Персеполя.
Шираз известен как город поэтов, цветов и вина. Это родина плеяды выдающихся деятелей культуры средневекового Ирана: Хафиза, Саади и других. До Революции 1979 года являлся крупнейшим центром виноделия. В настоящее время — центр нефтяной и электронной промышленности, а также туризма. Шираз славится своим относительно мягким климатом и обилием зелени на улицах. Также город знаменит своими оазисами, устроенными в соответствии с приведёнными в Коране описаниями загробных садов блаженств.

## Происхождение названия
Первое упоминание о городе было найдено в 1970 году на глиняных табличках при работах для строительства кирпичной печи в юго-западной части города, датируемых примерно 2000 годом до н. э. В этих табличках, написанных на эламском языке, Шираз упоминается под названием Тиразис. Согласно фонетике оно понимается так: Торасиз или Сирасис, это имя происходит от имени Сираджис на древнеперсидском языке, которое было изменено на Шираз из-за регулярной смены звуков в современном языке.
При археологических раскопках в Персеполе под руководством Джорджа Кэмерона в 1914 году нашей эры были найдены эламские глиняные надписи, некоторые из которых относятся к замку под названием «Торасиз» или «Ширазис». Кроме того, на месте дворца Qasre Abunasr были найдены печати, относящиеся к поздним Сасанидам и раннему исламскому периоду, которые содержат имя «Шираз». Ибн Хаукаль, мусульманский географ X века, считает, что название Шираза похоже на внутренность льва; потому что, по его словам, туда в основном возили продукты из других районов и оттуда ничего не вывозили. Согласно исследованиям Тедеско, Шираз означает центр хорошего винограда. Однако это мнение было отвергнуто другими исследователями, такими как Бенонист и Хеннинг.

## География
Шираз расположен у подножия Загросских гор на высоте около 1500 м.
По сравнению с соседними провинциями Йезд и Хузестан, климат Шираза мягче.
Город раскинулся на огромной зелёной равнине у подножия гор Танг Аллах-Акбар.
Юго-восточнее города расположено солёное озеро Мехарлу.

### Климат
Лето в Ширазе жаркое, зима умеренно холодная.
| Показатель                    | Янв. | Фев. | Март | Апр. | Май | Июнь | Июль | Авг. | Сен. | Окт. | Нояб. | Дек. | Год |
| ----------------------------- | ---- | ---- | ---- | ---- | --- | ---- | ---- | ---- | ---- | ---- | ----- | ---- | --- |
| Средний суточный максимум, °C | 11   | 13   | 17   | 24   | 30  | 35   | 37   | 36   | 32   | 27   | 18    | 13   | 24  |
| Средняя температура, °C       | 6    | 8    | 11   | 18   | 23  | 28   | 30   | 30   | 25   | 20   | 12    | 8    | 18  |
| Средний суточный минимум, °C  | 1    | 3    | 6    | 11   | 16  | 20   | 23   | 22   | 17   | 12   | 6     | 3    | 12  |
| Источник:                     |      |      |      |      |     |      |      |      |      |      |       |      |     |

## Население
В 2006 году население шахрестана Шираз составляло 1 227 331. Большая часть населения — персы. Кроме того в Ширазе проживает еврейское меньшинство, в конце XX века из шеститысячной общины многие эмигрировали в США и Израиль.

## Экономика

### Промышленность
Министерство нефти Ирана запланировало строительство в Ширазе нефтеперерабатывающего завода «Парс».
Город знаменит местными коврами.

### Сельское хозяйство
Сельское хозяйство играет большую роль в жизни Шираза и региона. Сады Шираза знамениты по всей стране, они хорошо обеспечены водой. Город — центр фруктовых садов, там выращивают виноград, цитрусовые, хлопок и рис.

### Туризм
Город активно посещают туристы. В 60 км от Шираза расположены такие памятники истории, как Персеполь и Накше-Рустам, а в 130 км — Пасаргады. В городе множество туристических достопримечательностей: природные (Маргунский водопад, Национальный парк Баму, сад Эрам, пещера Шапур), архитектурные (Ворота Корана, баня Вакиль, Сервестанский дворец), религиозные (Мечеть Насир оль-Мольк, Мавзолей Саади, Мавзолей Шах-Черах), музеи (Музей Парс) и другие.
Помимо этого Шираз получил известность как центр медицинского туризма. Сюда каждый год прибывают на лечение несколько тысяч больных из разных стран. Организация и контроль всех служб, связанных с  медицинским туризмом в городе, находится в ведении Университета медицинских наук Шираза .

## Транспорт
Шираз связан автомагистралью с Исфаханом и Тегераном.
Имеется железнодорожное сообщение с Исфаханом и Тегераном.
В Ширазе строится три линии метрополитена. 11 октября 2014 года состоялось открытие северо-западного участка первой линии с 8 станциями. Ширазский метрополитен стал третьим действующим метрополитеном в Иране.

### Аэропорт
Международный аэропорт Шираз — самый большой на юге страны, он связан с Дубаем, Стамбулом и Катаром, а также со многими городами Ирана. После реконструкции в 2005 году считается вторым наиболее надёжным аэропортом страны после аэропорта Имам Хомейни в Тегеране с точки зрения безопасности полётов, с современным электронным и навигационным оборудованием.

## Образование
В городе расположен Ширазский университет, имеющий репутацию сильнейшего вуза Ирана. С 1970-х годов, когда в реформе вуза принимал участие Пенсильванский университет, преподавание многих предметов ведётся на английском языке, а учебный процесс построен на принципах американской системы высшего образования. Университет был закрыт на 3 года после исламской революции, однако позднее возобновил свою деятельность под нынешним названием, до революции он назывался Университет Пехлеви.

## Культура и искусство

### Музеи
- Музей Парс — коллекция древних произведений искусства и ремёсел.
- Музей Иранского агентства печати — огромная экспозиция реликвий династии Занд.
- Музей Нареджестан-Гавам — археологические находки.
- Музей Пара — реликвии династии Занд.
- Военный музей Сад Афиф-Абад (Afif-Abad Garden или Golshan Garden).
- Музей анатомии.
- Музей Истории природы в Университете Шираза.
- Музей Хафт-Танан — история династии Занд.

## Спорт
- стадион «Хафезье» (вместимость 35 000 чел).
- стадион «Годс» (вместимость 75 000 чел).

## Достопримечательности
Основные достопримечательности города:
- Мавзолей сейида Мир Мохаммада,
- Мавзолей Хафиза,
- Мавзолей Саади,
- Мавзолей Хаджу Кермани,
- Мавзолей Шах-Черах,
- Мечеть Атиг Джами IX века,
- Мечеть Насир оль-Мольк,
- Мавзолей Шаха Шоя,
- базар Вакиль,
- Мечеть Вакиль,
- Ворота Коран,
- сад Афиф Абад и музей оружия,
- сад Эрам,
- Мавзолей Баба-Кухи,
- Мавзолей Карим-хана и музей провинции Фарс,
- крепость Керим-хан.

В окрестностях Шираза находятся руины древних городов и исторические места:
- Аншан,
- Бишапур,
- Истахр,
- Накше-Раджаб,
- Накше-Рустам,
- Пасаргады,
- Персеполь,
- Фирузабад.

В Ширазе осталось немало иранских евреев, хотя в конце XX века и особенно после исламской революции многие из них уехали в США и Израиль. В Ширазе действуют несколько синагог.

## Города-побратимы
- Чунцин, Китай[9];
- Никосия, Кипр[9][10];
- Душанбе, Таджикистан[9];
- Веймар, Германия[9][11];
- Малакка, Малайзия[12];